# Scheidtweiler
Scheidtweiler ist eine Wüstung in der Nähe von Rommelsheim, einem Ortsteil der Gemeinde Nörvenich im Kreis Düren, Nordrhein-Westfalen.
Der Ort lag direkt an der Gemarkungsgrenze zu Jakobwüllesheim, in der Gemarkung Rommelsheim an der ehemaligen Aachen-Frankfurter Heerstraße. An dieser Krönungsstraße hat vermutlich auch ein Gasthaus zur Bewirtung der Reisenden bestanden.
Erstmals erwähnt wurde Scheidtweiler im Jahre 1237. Damals wurde der Besitz von Ritter Ingramm von Bubenheim an die Grafen zu Jülich als Lehen übergeben. Nach weiteren Besitzerwechseln kam der Weiler im Jahre 1291 an das Kloster Steinfeld.
Noch im 16. Jahrhundert bestand Scheidtweiler. Auf den Landkarten des 18. Jahrhunderts taucht der Name nicht mehr auf. Heute gibt es in der Gemarkung einen Gutshof, der mit seiner Bezeichnung als Scheidtweilerhof den Namen aufrechterhält. Der Eigentümer des Scheidtweiler Hofes betreibt eine Ölmühle.